# Mimauxa rufoantennata
Mimauxa rufoantennata là một loài bọ cánh cứng trong họ Cerambycidae.